# Dokumentationszentrum Nationalsozialismus Freiburg im Breisgau

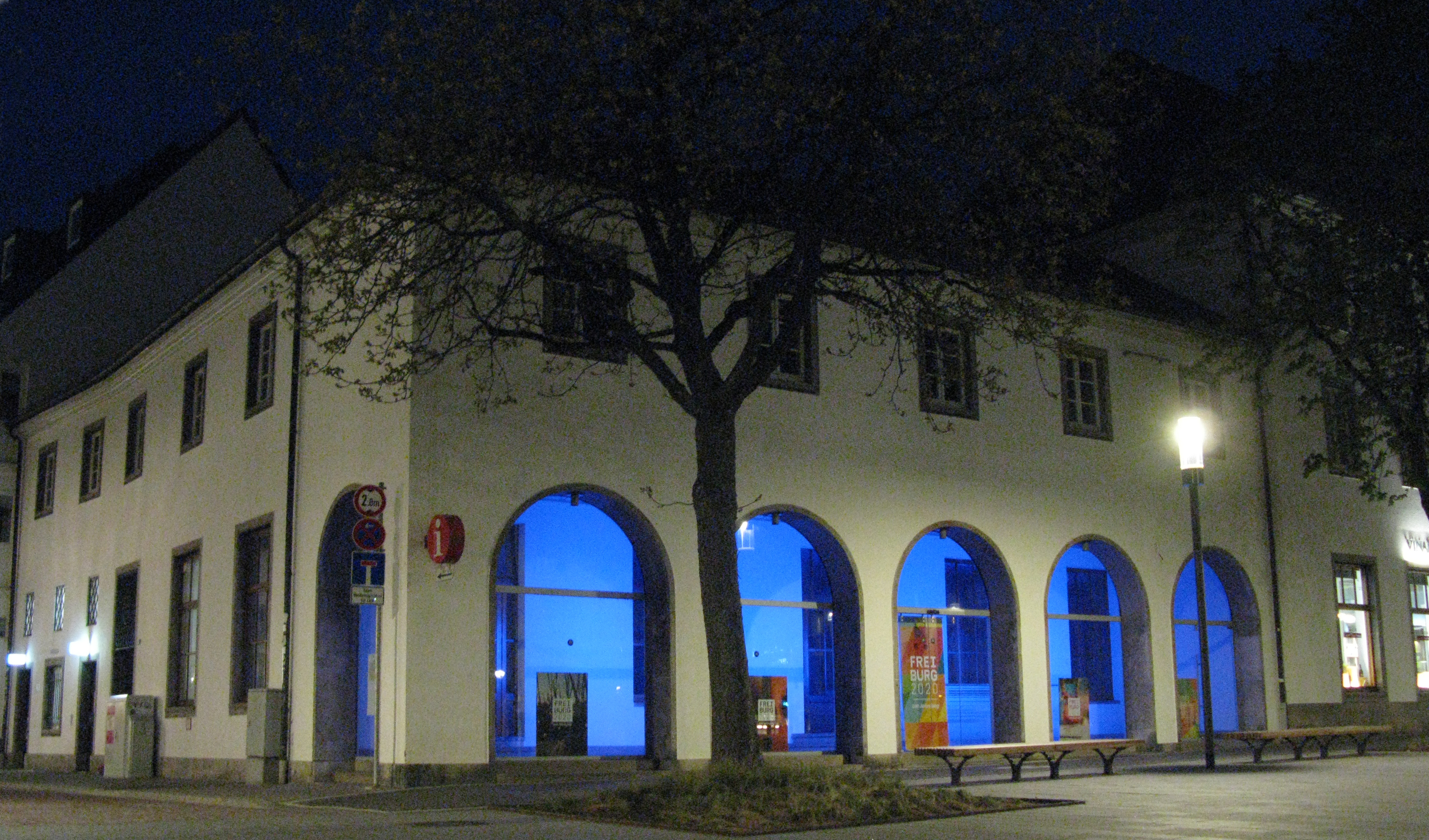
Das Gebäude des früheren Stadtverkehrsamts am Rotteckring (2019).

Das Dokumentationszentrum Nationalsozialismus Freiburg im Breisgau ist eine Gedenkstätte zum Thema Nationalsozialismus in Freiburg im Breisgau, deren Eröffnung im März 2025 erfolgte.

## Geschichte
Seit 2009 forderte vor allem die Initiative Freiburg braucht eine Mahn- und Gedenkstätte die Ein- und Errichtung einer Gedenkstätte zum Nationalsozialismus. Im Laufe der Zeit wurde deutlich, dass es einige Lücken zur Geschichte des Nationalsozialismus in Freiburg gab. Der Erfolg der Sonderausstellung im Augustinermuseum Nationalsozialismus in Freiburg vom 26. November 2016 bis zum 7. Oktober 2017 mit 80.000 Besuchern zeigte das große Interesse an dem Themenkreis. Der unvermutete Fund von Resten der Fundamente des jüdischen Gotteshauses bei der Neugestaltung des  Platzes der Alten Synagoge führte zu teils heftig geführten Diskussionen über den Erhalt der Steine als Zeugnis der Verfolgung und Zerstörung jüdischen Lebens in Freiburg. Diese mündeten in einen moderierten Prozess mit allen Beteiligten und in die Zusage der Stadt, die Steine in einen Gedenkort im künftigen Dokuzentrum zu integrieren. 
Im Juni 2018, entschied sich der Freiburger Gemeinderat einstimmig für die Errichtung des NS-Dokumentationszentrums in Verbindung mit einem Gedenkraum. 2019 folgte der Beschluss für den Standort im früheren Städtischen Verkehrsamt am Rotteckring.
Der Bau wurde während der NS-Zeit als Sitz des städtischen Verkehrsamts errichtet. Damit wollte der Leiter des Städtischen Hochbauamtes, Oberbaudirektor Joseph Schlippe, seine und die städtebaulichen Vorstellungen der NS-Zeit musterhaft vorführen. Wie bei öffentlichen Gebäuden vorgeschrieben, wurde der Keller nach den Maßgaben des Reichsluftschutzbundes als Luftschutzraum mit Gasschleusse eingerichtet. Am Seiteneingang verweisen die olympischen Ringe auf die Fertigstellung des Gebäudes im Jahr der Olympischen Spiele in Berlin. Das Amt wurde in der NS-Zeit zu Propagandazwecken über die "völkische Heimat" benutzt und kooperierte in diesem Zusammenhang mit der NS-Organisation Kraft durch Freude. 
Im Augustinermuseum hatte man angesichts eines Verkaufs zur Finanzierung eines Neubaus für die Freiburg Wirtschaft, Touristik, Märkte und Messen GmbH (FWTM) das ehemalige Verkehrsamt bereits 2015 als authentischen Ort für ein künftiges NS-Dokuzentrum, zunächst erfolglos, ins Gespräch gebracht. Erst nach der NS-Ausstellung 2016/17 wurde das Projekt eines Dokuzentrums zusammen mit der Standortfrage erneut aufgenommen und politisch durchgesetzt. Die Stadt erwarb das Verkehrsamtsgebäude nach den entsprechenden Entscheidungen des Gemeinderats zurück und bereitete es für die künftige Nutzung vor. 
1936 hatte die Stadt den Freiburger Maler Thomas Kammerer mit einem Wandgemälde für den Hauptraum im Verkehrsamt beauftragt. Kammerer stellte das Bild, das Menschen, die dem völkischen NS-Ideal entsprechen, vor einer ländlichen Landschaft, die an den Schwarzwald erinnert, zeigt, 1939 fertig. Im März 2023 wurde unerwarteterweise bei vorbereitenden Baumaßnahmen für das geplante Dokumentationszentrum das hinter einer vorgesetzten Wand verborgene und weitgehend erhaltene 18 m2 große Gemälde entdeckt. Durch die Entscheidung, das Gemälde in die Ausstellung miteinzubeziehen und die dadurch notwendige Umplanung sowie andere unvorhergesehene Herausforderungen verzögerte sich die Bauzeit um 8 Monate und erhöhte die vorgesehenen Kosten des Baus von 4,9 Mio. Euro um eine Million.
Am 28. März 2022 wurde auf Initiative des Ersten Bürgermeisters Ulrich von Kirchbach der Förderverein "NS Dokumentationszentrum Freiburg" gegründet. Der Verein hat (Stand 2. August 2023) 111 Mitglieder und sich zum Ziel gesetzt, die historische und demokratische Bildung zu fördern.

## Räume
Im ehemaligen Gebäudekomplex des Verkehrsamts am Rotteckring wurde ein Museum mit Sonder- und Dauerausstellungen und mit einer Anlauf- und Forschungsstelle eingerichtet. Die Ausstellungsfläche beträgt rund 800 m². Im überdachten Innenhof entstand ein Gedenkraum mit einem begehbaren Würfel. Auf den Außenseiten des Würfels sind bei Eröffnung des Dokumentationszentrums 1048 Namen von ermordeten Menschen mit Bezug zu Freiburg (Geburt, Leben, Wirkungsstätte) angebracht. Alle Ausstellungstexte sind auf Deutsch, Englisch und Französisch verfasst.